# Алберто Молина
Алберто Молина Родригес (на испански: Alberto Molina Rodríguez) е кубински писател, сценарист и актьор.

## Биография
Роден е в Санта Клара, Куба. Завършва актьорско майсторство. Сценарист и актьор на кубинския Институт за радио и телевизия (ICRT). През 1975 г. печели награда в конкурса за годишнината от Кубинската революция с новелата си „Мъжете с цвят на мълчание“ (Los hombres color del silencio), която е издадена през 1979 г. на български език под № 56 в Библиотека Лъч – издателство „Народна младеж“.